# یهودیت اصلاح‌گرا
یهودیت رفورم یا اصلاحگرا با ترقی خواه یا لیبرال، اصطلاحیست در ارتباط با جنبش اصلاح‌گرایی در یهودیت، جنبشی دینی-مدنی که در قرن نوزدهم در اروپا شکل گرفت.
در طول تاریخ کوتاه این جنبش، عقاید و مناسک‌های اصلاح‌گرایان تغییرات زیادی کرده‌است. جنبش اصلاح‌گرایی بسیاری از جنبه‌های سنتی یهودیت ارتدوکس را مورد سؤال، تغییر و حذف قرار داده‌است.
این جنبش طرفدار آزاداندیشی در مذهب یهود و جامعه یهودی بوده و بسیاری از جنبه‌های آزاداندیشی، همچون خودمختاری شخصیتی، مدرن گرایی، جهان شمولی، جمع گرایی، برابری و عدل مدنی را به عنوان عقیده و ارزشهای زندگی یهودی قبول کرده‌است. اصلاح‌گرایان یهودی در طول تاریخ سعی نکردند فرقه جدیدی را تشکیل دهند، اما پس از جنبش روشنگرایی در اروپا بسیاری از یهودیان اصلاح طلب در آلمان خواستار تغییرات عقیدتی شدند. گرچه در ابتدا نمی‌خواستند از یهودیت ارتدوکس جدا بشوند اما تغییرات سرانجام به جدایی کشیده شد. امروزه ۱٫۸ میلیون نفر عضو این جنبش در ۴۲ کشور هستند. لازم است ذکر شود که تفاوتهای اساسی بین این جنبش و یهودیان ارتدکس وجود دارد. یهودیت اصلاحگرا بیشتر در آمریکا شمالی و انگلستان پیروان دارد. به‌طور کلی، یهودیت اصلاحگرا براین تأکید می‌کند که یهودیت و سنت‌های یهودی باید مدرن و سازگار با فرهنگ آن محیط باشد.

## تاریخ
میان جوامع اروپائی بعد از دوره رنسانس به تدریج که در دانشگاه‌ها به روی یهودیان باز شد و علم و دانش عمومی در بین آن‌ها رواج یافت، عده‌ای از تحصیل کردگان که «مسکیلیم» Maskilim (دانشوران) نامیده می‌شدند، به تدریج راه خود را جدا کرده و بخش‌های زیادی از «هلاخوت» (آداب شرعی) را زیر پا گذاشتند و مایل بودند هرچه بیشتر خود را شبیه دیگر مردمان آن سرزمین‌ها سازند. این گروه از روشنفکران یهودی تحت عنوان «دانشوران» به تدریج از یهودیان شرعی فاصله گرفتند و عنوان «رفورمیست» (اصلاح گرا) بر خود گذاشتند و شاخه مذهبی رفورمیسم را به وجود آوردند.